# Cultura de la immediatesa
La cultura de la immediatesa és un terme utilitzat sovint per designar un dels aspectes culturals dins del marc de la modernitat tardana. Aquesta cultura de la immediatesa s'ha anat formant a partir de la revolució digital, promoguda per les noves tecnologies de la informació i comunicació, d'entre altres factors. Com a conseqüència, s'han derivat diverses conductes socials com la hiperconnectivitat tecnològica i el desig constant de gratificació instantània.

## Contextualització: El progrés tecnològic
El progrés tecnològic ha produït un ampli ventall de conseqüències positives i avantatges en tots els àmbits i indústries. Podem gaudir d'ordinadors i aparells tecnològics en general cada vegada més ràpids, cotxes més eficients en el consum de combustible, cirurgia menys invasiva, medicaments i antibiòtics més potents, etc. El sector de l'educació s'ha vist també favorablement afectat, ja que qualsevol persona amb accés a Internet pot aprendre quasi qualsevol cosa sense necessitat de sortir de casa. També cal destacar que abans de la dècada del 1970, el treball manual encara era un component majoritari de gairebé totes les professions i oficis, i per tant, tots els processos eren intensius en mà d'obra. Això provocava que es consumís una quantitat considerable de temps, però ara, gràcies al progrés tecnològic, es pot estalviar.
Tot i això, aquest mateix progrés ha fet que es produeixin greus conseqüències com grans emissions de gasos amb efecte d'hivernacle, els quals deriven en el canvi climàtic, possibles perills per a la salut derivats d'aliments modificats genèticament, i diversos altres efectes sobre el nostre planeta i qui l'habitem.

## Cultura i tecnologia
Degut a aquest progrés tecnològic, segons la Llei de Moore, a partir dels anys 1970, la capacitat informàtica s'ha anat duplicant cada dos anys. Alhora, aquesta capacitat informàtica s'ha posat a disposició de gairebé tothom del món industrialitzat. Conseqüentment, gairebé tot el que fem avui dia comporta una resposta immediata. En aquest aspecte, a part dels dispositius dels quals disposem quotidianament, Internet és una peça clau, ja que hi podem trobar qualsevol informació en qüestió de segons. Fa uns anys, en canvi, trobar certa informació era molt més complicat, ja que podien passar hores abans de trobar-la en una enciclopèdia, o fins i tot dies per tal de poder-la consultar a un especialista, qui conegués aquella informació concreta. Avui dia és possible xatejar en temps real amb qualsevol persona que tingui accés a Internet, visqui a la Xina o Estats Units. Inclús podem pagar les nostres compres en targetes de crèdit a través d'un dispositiu mòbil, però quant més progressa una societat a nivell tecnològic, més dependent es torna a aquestes noves facilitats. Amb relació a aquesta tesi, diversos estudis defensen que aquests avenços tecnològics han distorsionat la nostra percepció de la realitat, transformant-nos en individus impacients que esperen inconscientment obtenir tot el que es pretén en qüestió de segons, minuts o hores, en el pitjor dels casos. I com a individus socials, conformem una societat, alhora, impacient, submersa en una cultura de la immediatessa.
Aquesta cultura de la immediatesa la podem trobar en processos qüotidians, com per exemple, esperar trobar la ubicació d'un local en menys de tres segons a través d'aplicacions com Google Maps. Però també és trasllada a qualsevol àmbit, com en el empresarial, on moltes coorporacions importants esperen aconseguir desafiants objectius estratègics en un temps molt breu assignant pressupostos insuficients i dissenyant tàctiques que ignoren les mateixes realitats que intenten aconseguir, degut, en part, a les eines que ofereix la tecnologia moderna al món empresarial. Fins i tot en diverses situacions s'espera que el creixement d'una empresa —un fenomen que es considera que és gradual— passi de la nit al dia, igual que passaria amb l'explosió viral d'un vídeo de YouTube.

## Conseqüències

### Gratificació instantània
En termes psicològics la gratificació instantània és el desig d'experimentar plaer o satisfacció sense demora ni ajornament i correspon, presumptament, a un desig innat en la nostra naturalesa de tenir el que volem quan ho volem; que normalment és sense demora. En la majoria dels models psicològics, es creu que els éssers humans actuen sobre el "principi del plaer", que és bàsicament la força que impulsa els éssers humans a satisfer les seves necessitats, desitjos i urgències. En un context natural, aquestes necessitats poden ser tan bàsics com la necessitat de respirar, menjar o beure, però poden ser tan complexes com la "necessitat" de l'últim model d'iPhone o d'un altre nou i producte si es crea darrere una bona estratègia de marketing. Al mateix temps, el progrés tecnològic ha reduït altament els temps de espera i la cultura de la immediatesa fomenta aquest desig i necessitat immediata. Aquesta actitud, la qual nega els temps d'espera, pot arribar a ser, però, molt perjudicial, ja que quan no aconseguim la realització d'aquesta necessitat, la nostra resposta psicològica és la tensió o l'ansietat.
Per tant, el desig de gratificació instantània és alimentada pels dispositius que conformen les noves tecnologies de la informació i la comunicació. Els mitjans de comunicació social ens ofereixen la possibilitat instantània de pujar material audiovisual a la xarxa, actualitzar el nostre "estat", i en definitiva, crear un impacte públic a qui ens estigui veient o "seguint", i alhora, ens ofereixen la possibilitat, instantània també, de rebre resposta en temps real, mitjançant comentaris o qualsevol forma comunicativa que sigui possible mitjançant els aparells tecnològics. Obtenim comentaris instantanis a través dels nostres dispositius, perquè acostumem a estar constantment i metafòricament "endollats" i connectats. Els nostres dispositius s'han convertit en objectes omnipresents, la nostra connexió és constant i requereix molt poca paciència.
A més, diversos estudis defensen que el desig de gratificació instantània no s'aturarà quan l'individu que la pateix obté alguna cosa, ja que la gratificació instantània genera una gratificació instantània. Dit d'una altra manera, una vegada que es proporciona algun nivell de satisfacció instantània a un individu, aquest espera aquesta mateixa resposta instantània en futures interaccions.
Els experts adverteixen que la gratificació instantània té un preu: Ens estem convertint en una societat cada vegada més impacient.
Aquesta gratificació instanànea té com a conseqüència que els usuaris busquin cada vegada més aquesta gratificació i de manera més obsessiva, creant com a resultat la frustració quan aquesta no és obtinguda de manera ràpida i fàcil. Xarxes com Tik Tok o Instagram són les principals causants i exponents d'aquest problema. "Si aquest és activat s'allibera dopamina, que és la que ens proporciona aquesta sensació de satisfacció i benestar. Si, a més de generar plaer, la recompensa és instantània i aconseguir-la requereix un esforç mínim, sempre voldrem més."

### Hiperconnectivitat i multicanalitat
La multicanalitat, és a dir, el fet de rebre informació de diversos canals (normalment alhora) i hiperconnectivitat (terme inventat pels sociòlegs canadencs Anabel Quan-Haase i Barry Wellman, i definit pel Collins dictionary com "L'estat de estar constantment connectat amb persones i sistemes a través de dispositius com ara smartphones, tauletes i ordinadors, i de vegades també a través de programari que permeti i promogui una comunicació constant") s'han convertit en la nostra nova forma de comunicació, i els eixos i canals d'aquesta comunicació són, per tant, les aplicacions i eines tecnològiques que utilitzem per gestionar, no només la incalculable informació que creem i compartim, sinó també conformen una nova forma d'organització de les comunitats que integren la nostra societat.
Segons el diari El Mundo, el 2020 hi haurà més de 50.000 milions de dispositius connectats al món i segons dades de l'Informe sobre l'Estat de les aplicacions mòbils a Espanya, tenim 28 milions d'usuaris actius que realitzen 38 milions de descàrregues diàries. El 30% a través de smartphones i el 24% a través de tablets.
I com podem veure en la llista següent, diverses fonts donen suport al fet que la hiperconnectivitat és una tendència en augment.
- Al voltant de 2.800.000.000 telèfons móbils ja estan en ús amb altres 1,6 milions que s'afegeixen diàriament (The Economist, 28 d'abril de 2007)
- La xarxa haurà d'allotjar un bilió de dispositius, la majoria d'ells sense fils, en els propers 15-20 anys (David Clark, MIT)
- Es preveu que les vendes de dispositius wireless per a dispositius, sensors i màquines creixeran fins a $ 400 milions el 2011 (Harbor Research)
- Centenars de milions de e-mails, sms i missatges instàntanis són enviats mitjançant les xarxes públiques cada dia (The Economist, 28 d'abril de 2007)